# Телесериалы Республики Корея

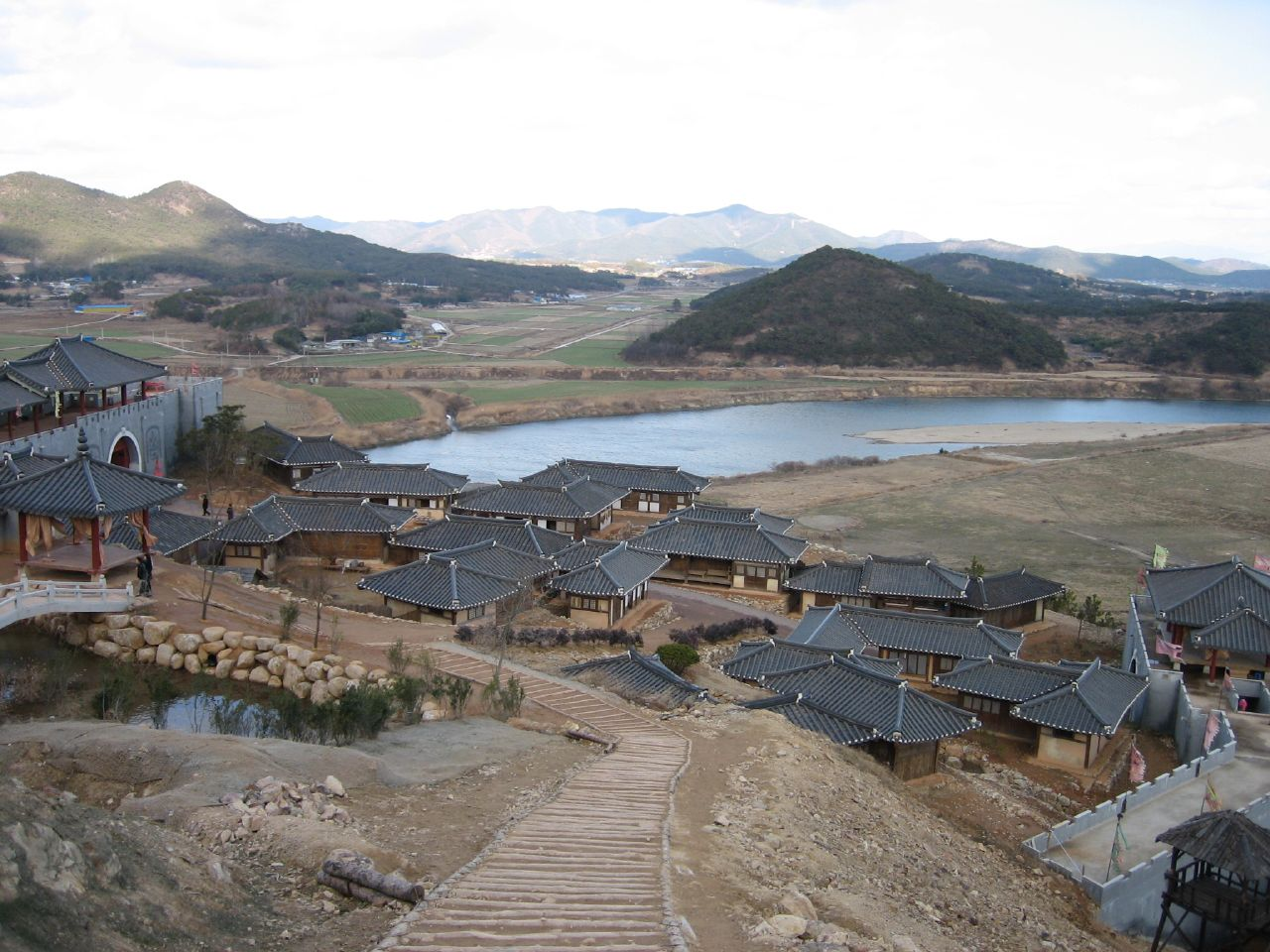
MBC Dramia, съёмочная площадка, где создаются исторические телесериалы для Munhwa Broadcasting Corporation

Корейские телесериалы (хангыль: 한국드라마; хангук тырама, также известный как K-drama) — южнокорейские телесериалы, в основном на корейском языке.
Южнокорейские сериалы обрели всемирную популярность в первую очередь благодаря распространению корейской культуры за пределами Южной Кореи — корейской волне, а также благодаря удобству просмотра сериалов в интернете с помощью сервисов потокового видео, таких как Netflix, Viki, DramaFever, Hulu, предлагающих просмотр сериалов с субтитрами на различных языках. Кроме этого, некоторые страны создают адаптации на основе корейских сериалов для телевидения. Некоторые наиболее известные сериалы показывают на телевизионных каналах других стран, например, «Жемчужина дворца» был показан в 91 стране мира, а «Игра в кальмара» — в 94 странах и стала самым популярным сериалом в истории Netflix.
Южнокорейские телесериалы часто называют термином «дора́ма», который изначально применялся только к японским телесериалам.

## Формат
Республика Корея начала показ телесериалов в 1960-х. В конце 1990-х наряду с многосерийными «мыльными операми» дневного эфира получили популярность мини-сериалы от 8 до 24 серий, а традиционные исторические сериалы уступили место формату «фьюжн-сагык».
Корейские сериалы обычно снимает один режиссёр и один сценарист, поэтому они имеют чёткий режиссёрский стиль и язык, в отличие от американских сериалов, где часто вместе работают несколько режиссёров и сценаристов. Сериалы о современности обычно длятся в течение одного сезона, состоящего из 12-24 серий по 60 минут каждая. Исторические сериалы могут быть длиннее (50-200 серий), но они также длятся в течение одного сезона.
Площадка и график показа телесериала обычно определяются до начала съёмок. Площадкой трансляции могут быть телеканалы или интернет-сервисы, принадлежащие тем же медиакорпорациям. Сериалы появляются на общенациональных телеканалах: Seoul Broadcasting System (SBS), Korean Broadcasting System (KBS), Munhwa Broadcasting Corporation (MBC), а также на кабельных каналах Joongang Tongyang Broadcasting Company (jTBC), Channel A, tvN и Orion Cinema Network (OCN).
Время трансляций сериалов для взрослой аудитории — с 22:00 до 23:00, серии показываются в течение двух дней подряд: по понедельникам и вторникам, по средами и четвергам или на выходных.
Вечернее время на канале с 19:00 до 20:00 обычно занято ежедневными сериалами, которые транслируются с понедельника до пятницы, часто в формате теленовеллы, которые состоят из 60—200 серий. В отличие от американских мыльных опер, эти ежедневные сериалы не показывают в течение дня. Вместо этого, в дневное расписание канала часто входит перепоказ флагманских сериалов. Показ ежедневных сериалов в ночное время позволяет достичь высоких рейтингов. Например, вечерний сериал «Искушение жены» на своём пике достиг 40,6 %, согласно TNS Korea.
Корейские сериалы обычно снимаются в рамках очень плотного графика, часто за несколько часов перед показом на канале. Заранее снимаются только сериалы, требующие много съёмок за пределами Южной Кореи (например, «Потомки солнца», «Хроники Асдаля») или требующие длительного постпроизводства, например, компьютерных спецэффектов. Сценарий сериала является гибким и может меняться в любое время создания сериала в зависимости от зрительских отзывов, тем самым вводя актёров в тяжёлое положение. Компании, создающие сериалы, часто сталкиваются с финансовыми трудностями.
Телесериалы, транслируемые через интернет-сервисы, не привязаны к конкретному времени и графику показа. Они могут иметь нестандартный формат, например, серии по 10-15 минут. Часто такие «веб-сериалы» рассчитаны на молодёжную аудиторию, которая смотрит видео на смартфоне.
В отличие от полнометражных фильмов для кинотеатров, на южнокорейском телевидении действуют строгие цензурные ограничения, в особенности касающиеся показа сцен секса и насилия.

### Сагык
Сагы́к — жанр фильма или телесериала, основанный на исторических лицах или включающий исторические события, или использующий исторические эпохи. Слово «сагык» (кор. 사극, ханча: 史劇; listenо файле) буквально означает «исторический сериал», но понятие в основном используется для сериалов, действие которых происходит в Корее до 1897 года. Популярные темы, которые относят к сагыкам, — это известные сражения, королевская власть, известные военные командиры и политические интриги.
Начиная с середины 2000-х сагыки достигли заметного успеха за пределами Кореи. Сагыки, включая сериалы «Жемчужина дворца», «Ли Сан: Король Чончжо» и «Летопись трёх царств: Повесть о Чумоне», получили высокие рейтинги и высокий уровень удовлетворённости зрителей в таких странах, как Вьетнам, Узбекистан, Казахстан, Фиджи и Иран. «Летопись трёх царств: Повесть о Чумоне» был показан на иранском канале ВИРИ в 2008 году и получил зрительский рейтинг 85 %.
На волне популярности сагыков в Южной Корее стали создавать телесериалы смешанных жанров, действие которых происходит в исторические эпохи:
- три корейских государства
  - Когурё («Джамён-го[англ.]», («Великий завоеватель Квангэтхо[англ.]», «Ён Кэсомун», «Королевство ветров»)
  - Пэкче («Король Кынчхого», «Кебэк[англ.]»)
  - Силла («Королева Сондок[англ.]», «Мечта короля[англ.]», «Песнь Содона»)
- Корё («Шесть взлетающих драконов», «Императрица Ки»),
- Чосон («Тайна блестящего камня», «Жемчужина дворца», «Дерево с глубокими корнями[англ.]») и другие.

Персонажами таких сериалов могут быть реальные исторические лица, но события полностью вымышлены или значительно изменены.
Также появились сериалы, сочетающие историческую обстановку и все признаки сагыка с фантастическим сюжетом (путешествие во времени, магия, мистика, переселение души, вампиры, зомби и т. п.), так называемые фьюжн-сагык (например, «Вера», «Королевство зомби», «Королева Чхорин», «Лунные влюблённые — Алые сердца: Корё»).

### Сериалы о современности
Сериалы о современности зачастую сконцентрированы на истории любви, семейных связях и отношениях. Персонажи — в основном идеализированные, а мужские главные герои описываются как красивые, умные, эмоциональные, в поисках «единственной настоящей любви». Это способствует популярности сериалов среди женщин из-за того, что в них образ корейских мужчин отличается от других азиатских мужчин. Сериалы, обыгрывающие злободневные социальные проблемы, получают широкий резонанс и высокие рейтинги.

## История

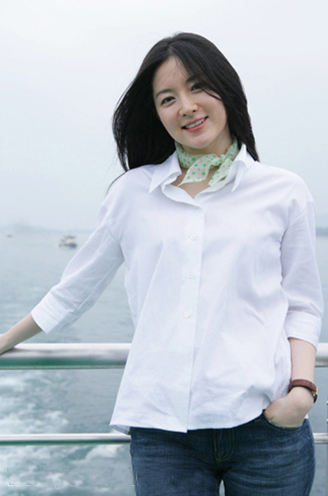
Актриса Ли Ён Э играла целительницу Чан Гым — главную роль в сериале «Жемчужина дворца»

Впервые трансляции радиодрам в Корее начались в 1927 году во время японского правления. Большинство таких радиопрограмм было на японском и лишь около 30 % — на корейском. После корейской войны радиодрамы, такие, как «Чхонсилхонсил» (1954), отражали тогдашние настроения страны.
Первые телетрансляции начались в 1956 году на экспериментальной телестанции HLKZ-TV, которая была закрыта через несколько лет после пожара. Первым национальным телевизионным каналом стал Korean Broadcasting System (KBS), который запустили в 1961-м. Первым телевизионным фильмом был 15-минутный «Ворота небес» (천국의 문, Чхонгугэ мун), показанный на HLKZ-TV.
Первый телевизионный сериал показали на KBS в 1962. Их коммерческий конкурент, Tongyang Broadcasting (TBC), имел более агрессивную политику в отношении телевизионных программ и также показывал противоречивые сериалы. Первым историческим сериалом, который транслировали на ТВ, был «Куктхо манри» (국토만리), снятый Ким Джэхёном (김재형) и изображал период Корё. В 1960-х телевизоры были доступны не всем корейцам, поэтому сериалы не могли охватить большую аудиторию.
В 1970-х телевизоры начали распространяться среди основной массы населения и поэтому сериалы перешли от изображения драматических исторических деятелей к представлению национальных героев — таких, как Ли Сунсин или Седжон Великий. Сериалы про современность показывали человеческие страдания, например, сериал «Мачеха» (새엄마, Сэомма), написанный Ким Сухёном и показанный на Munhwa Broadcasting Corporation (MBC) с 1972 по 1973. Из-за ограниченности в технологиях и финансировании корейские каналы не могли создавать сериалы в жанрах, которые требовали много ресурсов, такие как боевик и научная фантастика, в этих жанрах показывали американские и другие иностранные сериалы.
В 1980-х цветные телевизоры стали более доступными для жителей Республики Корея. В этот период телесериалы о современности пытались вызвать ностальгию у городских жителей, изображая деревенскую жизнь. Первый настоящий коммерческий успех Ким Сухёна — «Любовь и амбиции» (사랑과 야망, Сарангва яман), показанный на MBC в 1987-м, считается вехой корейского телевидения, набрав 78 % зрителей. «Улицы становятся тихим в течение времени показа сериала, потому что „практически каждый в стране“ сидит дома напротив телевизора», — писала газетаThe Korea Times. Наиболее выдающимся классическим историческим сериалом того времени считается «500 лет Чосону» (조선왕조500년, Чосонванджо 500 нён), который показывали на протяжении 8 лет, он состоит из 11 отдельных сериалов. Сериал создан Ли Бёнхуном, который позже снимет один из крупнейших успешных корейских сериалов — «Жемчужина дворца».
1990-е принесли ещё одну важную веху для корейского телевидения. С развитием технологий появились новые возможности, и начало десятилетия ознаменовалось запуском нового коммерческого канала — Seoul Broadcasting System (SBS), который включился в соревнование за внимание зрителей. Первым настоящим коммерческим успехом среди корейских телевизионных сериалов стал «Глаза утренней зари» (여명의 눈동자, Ёмёнъуи нундонъджа), который показывался в 1991-м на MBC и в котором в главных ролях снимались Чхэ Сира и Чхве Джэсон. Сериал проводит зрителей сквозь бурные времена от японского правления до корейской войны. Новый канал SBS также создал ряд успешных сериалов, одним из которых был «Песочные часы» 1995 года. «Песочные часы» был «модным сериалом», который Служба корейской культуры и информации (KOCIS) считает важной вехой, изменившей процесс создания корейских сериалов, представив новый формат. В этом десятилетии начал распространяться новый формат мини-сериалов от 12 до 24 серий. Этот период обозначил начало экспорта корейских сериалов и тем самым начал корейскую волну.
В начале 2000-х зародился новый жанр «фьюжн-сагык», существенно изменивший процесс производства исторических сериалов. В этом жанре успешными стали сериалы «Хо Джун» (о легендарном враче), «Тайна блестящего камня» и «Жемчужина дворца».

## Производство

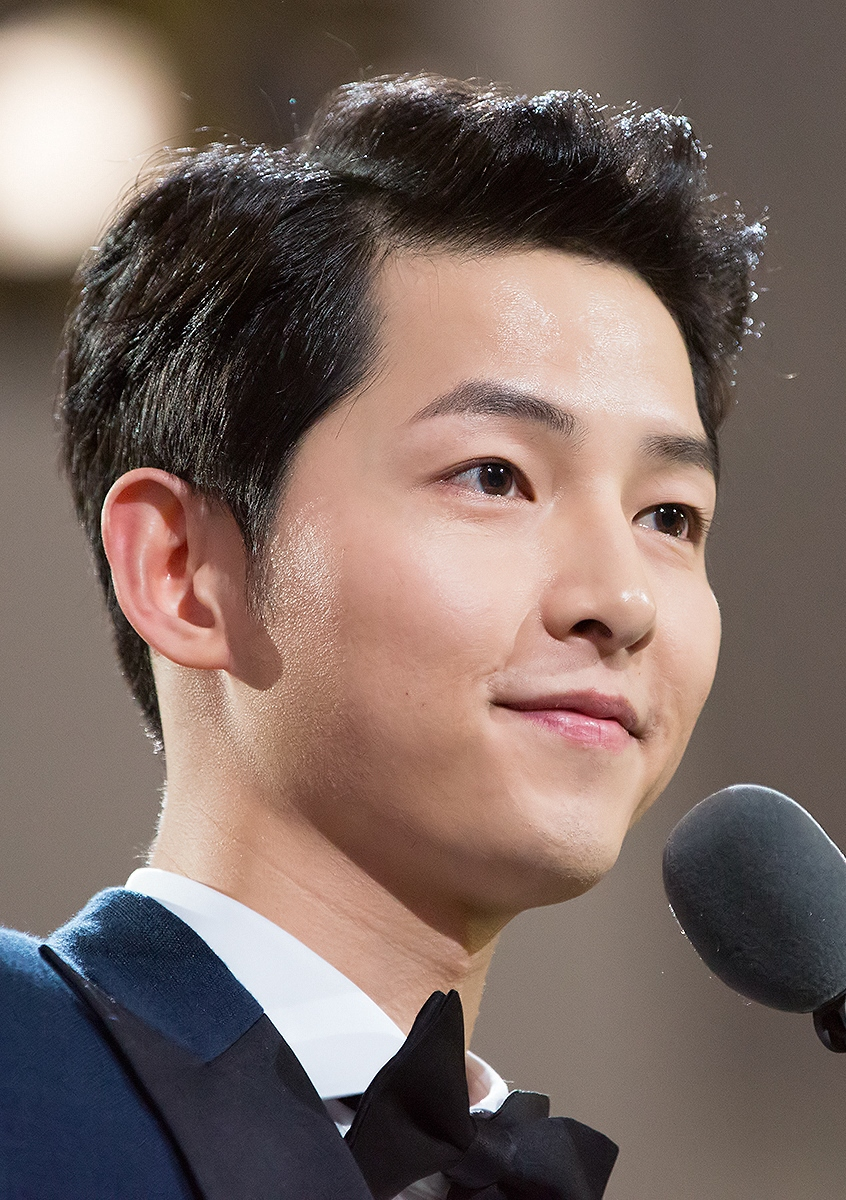
Сон Чжун Ки из сериала «Потомки солнца» считается ведущей звездой

Сначала корейские сериалы производились самими телевизионными каналами, но с 2000-х их производство было передано независимым компаниям. В 2012 году около 75 % всех корейских сериалов было создано таким способом. Соревнования между компаниями являются ожесточёнными: среди 156 зарегистрированных фирм только 34 создали сериалы, которые показывали в 2012-м. Бюджет на производство поделён между компанией, снимающей сериал, и телекомпанией. Телеканал, на котором будут показывать сериал, обычно покрывает 50 % расходов. Если в сериал вовлечены ведущие актёры и известные сценаристы, то телеканалы могут покрывать даже ещё больше. Другую часть бюджета компания производитель получает от спонсоров. В случае продакт-плейсмента доход делят между производителем (продюсером) и каналом. Канал получает 100 % дохода от рекламы в течение эфирного времени сериала. Он может достигать до 300—400 миллионов ₩. Обычный корейский сериал может стоить 250 миллионов ₩ за серию, а исторические сериалы стоят ещё больше. Например, «Книга семьи Гу» стоила 500 миллионов ₩ за серию. Продюсер Ким Джон-хак потратил около 10 миллиардов ₩ на сериал «Вера», который был признан коммерческим провалом, в результате чего Ким не смог оплатить зарплату актёрам и другие накладные расходы. Ким, создавший такие успешные сериалы, как «Глаза рассвета» и «Песочные часы», совершил самоубийство после обвинения в хищении.
В Корее большая часть бюджета тратится на ведущих звёзд. В некоторых случаях на актёров может уйти около 55-65 % всего бюджета, тогда как в Японии это примерно 20-30 % и около 10 % — в США. Всё остальное, включая зарплату менее известных актёров, дополнительных актёров и технических работников, оплату за территорию съёмок и других расходов, должно покрываться оставшимся бюджетом. Часто производственные компании превышают свой бюджет и не могут выплатить зарплату. В 2012 году актёры провели демонстрацию перед штаб-квартирой канала KBS, выражая своё недовольство. Обычно актёрам платят в конце месяца, в котором вышла последняя серия сериала. Когда сериалы создаются маленькими компаниями для кабельных каналов, бывают случаи, в которых компании становятся банкротами и не могут выплатить зарплату актёрами и съёмочной группе, а каналы отрицают любую ответственность за это, заявляя, что вся ответственность лежит на обанкротившейся фирме. Большие звёзды могут зарабатывать около 100 миллионов ₩ за серию. Пэ Ёнджун, звезда сериала «Зимняя соната», как сообщается, получил 250 миллионов ₩ за съёмку в серии «Легенды о четырёх Стражах» в 2007 году.

### Съёмки

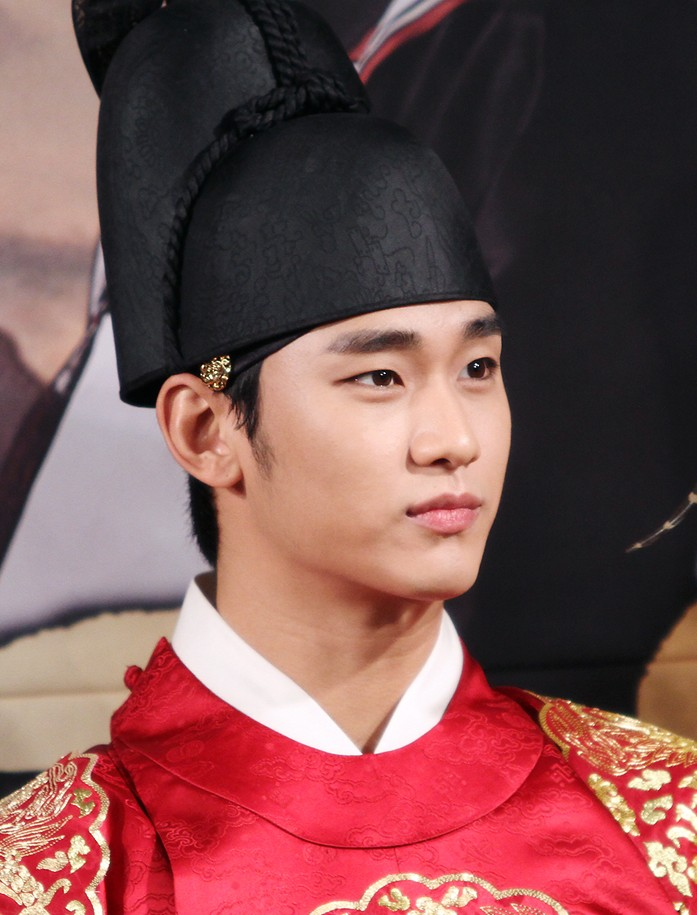
Ким Сухён в костюме для сагыка «Солнце в объятиях Луны», Сухён — один из самых популярных корейских актёров

Из-за больших расходов на производство сериала производственные компании пытаются снять серии как можно быстрее. В отличие от практик в других странах, первые четыре серии корейского сериала обычно снимаются заранее, а остальные снимаются в течение показа. Сценарий наперёд не завершён и может меняться согласно отзывам зрителей и рейтингу просмотров. Эти изменения могут быть сделаны за несколько минут до утренних съёмок и съёмочная группа могут получить лишь несколько готовых страниц. Обычно при создании сериала работают с тремя съёмочными группами, которые расположены вокруг съёмочной сцены для ускорения съёмок. Из-за нерегулируемых изменений сценария и плотного съёмочного графика актёры почти постоянно на ногах и не имеют времени, чтобы покинуть съёмочную площадку или выделить достаточно времени на сон. В корейских СМИ существует отдельное слово, которое описывает нерегулярный, короткий сон, к которому актёры прибегают, часто в неудобных местах или на съёмочной площадке, — ччок-джам (쪽잠) или «боковой сон». Обычно сериалы показывают по две серии в неделю, одна за другой, поэтому следующие серии должны сниматься в течение пяти дней перерыва. Некоторые корейские актёры признались, что делают внутривенные инъекции в течение съёмок из-за слишком плотного графика и истощения.
Сначала производственные команды присылали две кассеты на канал: основную и резервную копию. Однако вследствие плотного съёмочного графика 70-минутная серия может прибыть на станцию телевещания на семи кассетах в каждой по десять минут одной из частей серии. Это случается, когда серия транслируется на канале, а съёмочная группа ещё снимает последние минуты или проводит монтаж остальной части серии. Во время показа девятнадцатой серии «Человек с экватора» экраны по всей стране стали чёрными на 10 минут. Актёр Квон Сан У открыто жаловался, что, когда оставалось 30 минут до показа последней серии «Королева амбиций», он всё ещё снимался в сериале. В Южной Корее некоторые производственные команды и до сих пор вручную планируют и создают график вместо использования специального программного обеспечения.
С середины 2015 года, вследствие популярности корейских сериалов за рубежом, особенно из-за успеха «Человека со звезды» в Китае, продюсеры всё чаще делают представление и заранее продают права на трансляцию и показ своих сериалов в интернет-сервисах. Это даёт производственным командам бюджет, который позволяет отойти от модели прямых съёмок к модели, в которой сериал уже снят ко времени показа. В 2016 году такие сериалы, как «Потомки солнца», «Безрассудно влюблённые», "Алые сердца: Корё " и «Хваран: Молодые поэты-воины», были полностью сняты к показу на ТВ.
Крупнейшие телекомпании имеют свои собственные выделенные съёмочные площадки для исторических сериалов, которые являются просторными и детально проработанными. Сериалы MBC снимаются в MBC Dramia в Кёнгидо, а сериалы канала KBS используют студию Мунгёнседже (문경새재 KBS촬영장) в Северном Кёнсане и свою студию в Сувоне.

## Съёмочная группа

### Актёры
Ведущие актёры корейских сериалов становятся известными в узких кругах вне Южной Кореи в результате корейской волны.
В 2000-х годах стало привычным приглашать популярных корейских айдолов в сериалы в качестве актёров. Отзывы об их участии являются смешанными, однако некоторые из них стали успешными актёрами.

### Сценаристы и режиссёры
Сценаристы и режиссёры корейских сериалов часто известны так же, как и актёры. Подавляющее большинство сценаристов (90 % согласно «Beijing Metro Reader») — это женщины, которые пишут не только истории о любви, но и сценарии для экшн-сериалов. По сравнению с кинематографом Кореи телевидение более привлекательно для сценаристов из-за того, что условия контракта бывают лучше, сценаристы получают больше признания и более высокие гонорары.
Известные сценаристы, как правило, имеют авторитет в своей сфере деятельности. Наиболее известными сценаристами являются Хон Чжоны́н и Хон Мира́н, известные как «сёстры Хон», которые написали такие популярные сериалы, как «Моя девушка», «Ты прекрасен» и «Моя девушка — Кумихо»; Ким Ёнсук, сценаристка сериалов «Любовники в Париже», «Тайный сад», «Наследники», «Потомки солнца» и «Гоблин»; Ли Кёнхи известная по «Прости, я люблю тебя» и «Славный парень»; сценарист Чхве Вангю сериалов «Мидас» и «Треугольник»; Но Хигён, автор «Этой зимой дует ветер» и «Всё в порядке, это любовь» и Пак Чжиын, которая написала «Семейка моего мужа» и «Человек со звезды».
Наиболее известные режиссёры ТВ: Ли Бёнхун, который снял сериалы «Жемчужина дворца» и «Сан»; Ким Джонхак, режиссёр сериалов «Глаза рассвета» и «Песочные часы» и Пё Минсу, режиссёр сериалов «Полный дом (сериал)» и «Айрис II».
Если сценаристы в основном женщины, то режиссёры, как правило, — мужчины. Некоторые женщины-режиссёры также стали известными: Ли Чон (이나정), которая снимала «Славный парень» и Ли Юнчон (이윤정), у которой самыми известными работами являются «Первое кафе „Принц“» и «Сердцем к сердцу». Ли Юнчон стала первым телевизионным продюсером-женщиной, нанятым компанией Munhwa Broadcasting Corporation (MBC).

## Музыка

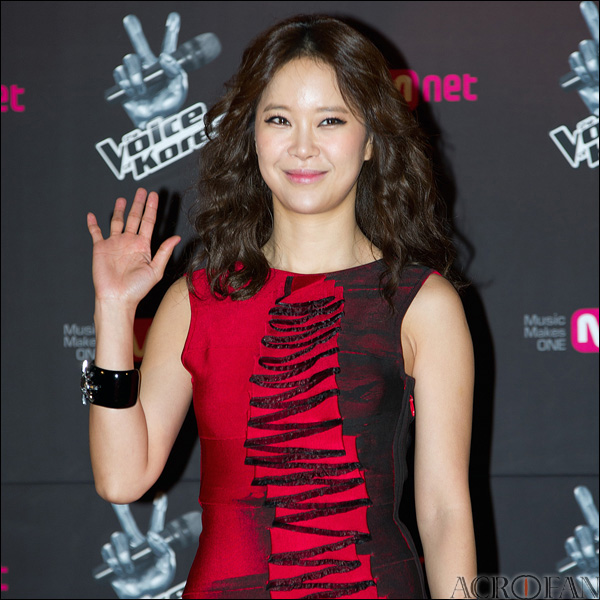
Исполнительница баллад Пэк Чиён была названа «королевой OST» после создания песен для нескольких популярных сериалов, таких как «Тайный сад» (2010) и «Любовь в лунном свете» (2016)

Музыка играет важную роль в корейских сериалах. Оригинальные звуковые дорожки (англ. Original soundtrack — сокращённо OST) создаются специально для каждого сериала, и фанаты покупают альбомы с песнями из сериала. Эта тенденция началась в 1990-х, когда продюсеры перешли от инструментальных звуковых дорожек к песням, исполненных популярными K-pop-исполнителями. Том Ларсен, директор YA Entertainment — компании, которая распространяет корейские ТВ-сериалы, — считает, что «корейские саундтреки достаточно отшлифованы в музыкальном плане, чтобы считаться самостоятельными хитами».
.
В течение 2000-х для главных актёров стало привычным принимать участие в выполнении/создании звуковых дорожек, отчасти потому, что звёзды K-pop снимались как актёры сериала. Например, актёр Ли Минхо и лидер группы SS501 Ким Хёнджун записали песни для сериала «Мальчики краше цветов», а актёры сериала «Ты прекрасен» основали вымышленную группу и проводили концерты, где они исполняли вживую песни из сериала.
Песни, звучавшие в популярных корейских сериалах, неоднократно становились хитами в регулярных музыкальных чартах — за удачные продажи как физических, так и цифровых альбомов. Расположение в чарте OST песен обычно соотносится с популярностью сериала. Например, песни из сериала «Таинственный сад» имели высокие цифровые продажи и получили высокие рейтинги в музыкальных чартах. Песня My Destiny, исполненная певицей Лин для сериала «Человек со звезды», занимала первые места в музыкальных чартах в Гонконге, Республике Китай, Южной Корее и других азиатских странах. Она также выиграла награду «Лучший саундтрек» в 2014 году на Baeksang Arts Aowards. Было продано 57 тысяч физических копий альбома музыки из сериала «Ты прекрасен!». Исполнители песен для экшн-сериала «Айрис» провели два концерта в Японии перед аудиторией 60 тысяч человек.
Композиторы обычно ищут исполнителей, которые уже ранее были успешными в этом жанре. Песни пишут таким образом, чтобы отразить настроение сериала и его структуру. Иногда исполнители дают свои собственные песни для использования в сериале. Например, Пэк Чиён считала, что её песня «That Man», которая была написана для своего собственного альбома, может подойти «Таинственному саду». Популярные исполнители, которых часто приглашают записать песни для сериалов: Пэк Чиён, Лин, Ли Сынчхоль. Иногда приглашают иностранных исполнителей исполнять песни для корейских OST. Например, шведский артист Лассе Линд исполнил несколько песен для таких сериалов, как «Глаза ангела», «Родственная душа», «Хочу романтики» и «Гоблин».

## Возрастные ограничения
Телевизионное ограничение по возрасту регулируется Korea Communications Commission и было введено в 2000 году. По нему программы, включая корейские сериалы, оцениваются по следующим принципам (ограничения, неуместные для сериалов, были опущены):
- — программы, содержащие лёгкое насилие или темы, или язык, неприемлемые для детей до 12.
- — программы, неприемлемые для детей до 15. Большинство сериалов и разговорных передач имеет такое ограничение. Такие программы могут содержать: умеренно или сильно взрослые темы, определённый стиль речи, сексуальные намёки и насилие.
- — программы, рассчитанные только на взрослых. Такие программы могут содержать: взрослые темы, сексуальные ситуации, частое использование нецензурной речи и тревожные сцены насилия.

## Восприятие
Согласно исследователям венского университета, популярность корейских сериалов основана на конфуцианских ценностях, которые они передают и которые азиатские зрители могут легко распознать. Уважение к старшим, сыновья почтительность, семейная ориентированность и проявление «азиатских моральных ценностей» играют важную роль в корейских сериалах. YA Entertainment, американский распространитель корейских сериалов, считает, что часть привлекательности этих сериалов состоит в качестве съёмки, живописных мест и впечатляющих костюмов, которые делают конечный продукт очень стильным и привлекательным, и который является, пожалуй, одним из самых дорогих ТВ продуктов в мире". Корейские сериалы следуют своей собственной формуле, которая является новой и не повторяет продукты западного телевидения. Стефан Ли из Entertainment Weekly назвал корейские сериалы «увлекательными и, на удивление, успокаивающим».
Экспорт корейских сериалов принёс 37,5 миллионов $ в 2003 году, что в 3 раза больше, чем в 1999. Согласно данным Korea Creative Content Agency, в 2013 корейские сериалы составляют 82 % от культурных продуктов, экспортирующихся из Южной Кореи, с прибылью 167 миллионов $, что в 4 раза больше, чем в прошлом десятилетии.

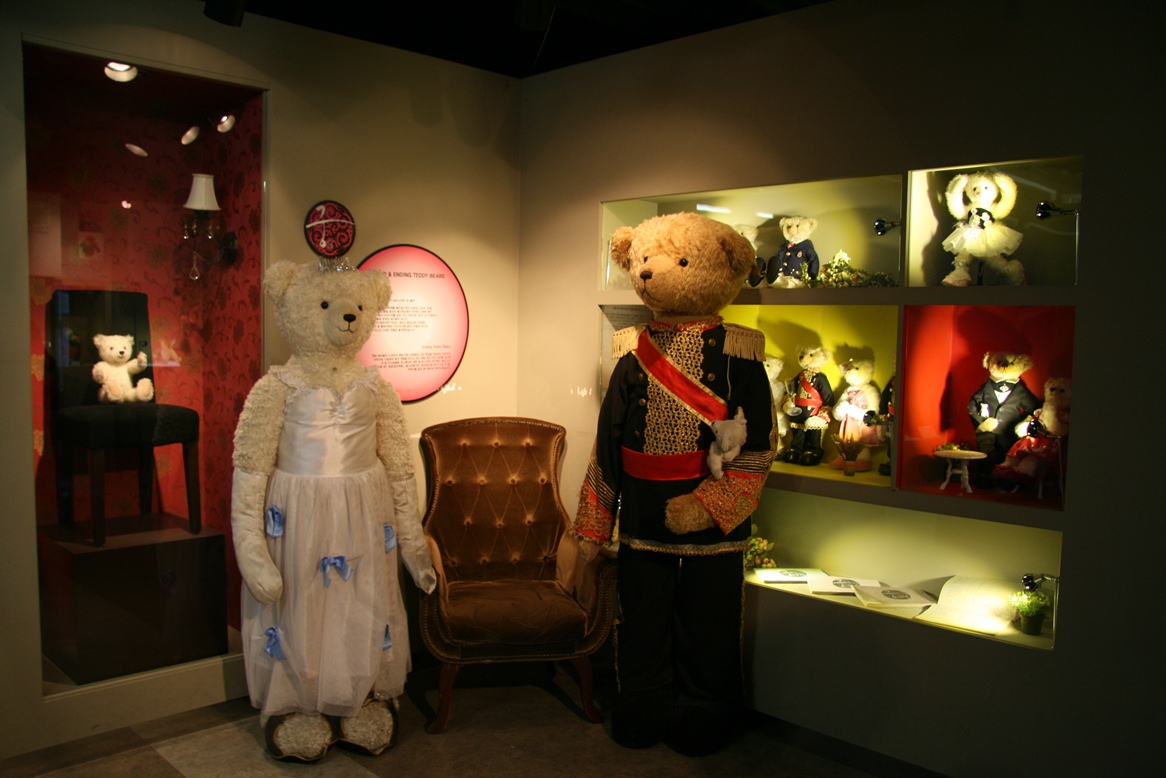
Плюшевые мишки из сериала «Дворец», выставка в телебашне Намсан, 2012

Залогом успеха в росте популярности сериалов является значительное привлечение фанатов к созданию этих сериалов. Из-за того, что производство корейских сериалов происходит во время её показа, корейскоговорящие фанаты имеют возможность принять участие в её создании — неповторимый феномен в мире средств массовой информации. Они могут влиять на материал, который будет дальше в сериале, с помощью жалоб и предложений, которые часто принимаются производственной командой.
С другой стороны, международное сообщество некорейскоговорящих фанатов больше принимает участия в потребительских аспектах: фанаты делятся своими мыслями через твиты и комментарии в группах с новостями (например, форум обсуждений на Soompi), а также делают обзоры и краткие обзоры на сайтах и блогах. Однако влияние их активности в социальных сетях может выходить за рамки фанатских сообществ. Их активность распространяет информацию о корейских сериалах среди социальных связей, таких как знакомые, друзья и члены семьи (например, друзья в Facebook или фолловеры в Твиттере), тем самым увеличивая популярность сериалов. Но также это имеет влияние на создание новых сериалов, а именно влияет на популярность определённых сериалов, что приводит к более высокому спросу на эти видео на сайтах потокового мультимедиа и дополнительному доходу для телеканалов. При получении существенной прибыли растёт не только престиж людей, причастных к созданию, но также предоставляет отзывы для производственных команд и опосредованно влияет на создание будущих корейских сериалов.

### Международное восприятие

#### Азия

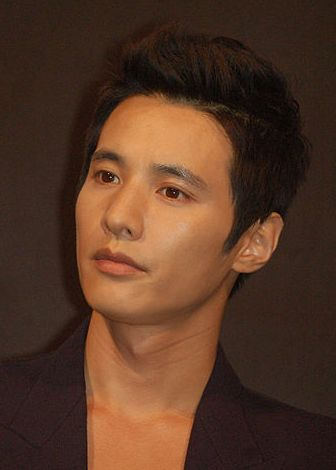
Вон Бин получил широкую известность в 2000 году после съёмок в телевизионном сериале «Осень в моём сердце» и с тех пор получил признание критиков за участие в фильмах «38 параллель», «Мать» и «Человек из ниоткуда»

В последние годы корейские сериалы обрели популярность в Бангладеш. Рост их популярности в стране привёл к тому, что Корейский фонд международного культурного обмена (KOFICE) — организация, которая бесплатно распространяет корейские сериалы в других странах, — начала сотрудничать с телеканалами в Бангладеш для бесплатного распространения сериалов.
В гималайском королевстве Бутан корейские сериалы и развлечения завоевали популярность, особенно среди молодёжи. До того, как корейские развлечения заинтересовали население, Болливуд в целом был наиболее популярной формой развлечений в стране. Когда бутанская киноиндустрии начинала развиваться в середине 1990-х, Болливуд был единственной формой влияния на отрасль. Однако, в последние годы корейские развлечения достигли значительного прогресса в стране и повлияли на индустрию развлечений наряду с Болливудом. Корейские развлечения сумели повлиять на моду и на продукцию многих видеомагазинов, которые сейчас продают корейские сериалы и фильмы наряду с болливудскими фильмами. Интерес к корейским развлечениям привёл к разногласиям с более старшим поколением, которое выражают свою обеспокоенность тем, что корейские развлечения испортят бутанскую культуру и традиции.
В последнее время корейские сериалы получили значительный рост популярности в Брунее. Растущее влияние корейской культуры в Брунее привело к проведению девяти корейских форумов в стране в университете Бруней-Даруссалам[уточнить] в 2010 году. Корейские телесериалы, фильмы, музыка и одежда имели большое влияние на население Брунея.
Корейские сериалы завоевали популярность и во Вьетнаме, особенно среди женщин и молодых людей. Мода и причёски, представленные в корейских сериалах, стали очень популярны среди молодёжи страны. Проведённые в 2019 году опросы показали, что 68 % вьетнамцев интересуются корейскими сериалами; а по данным Netflix, в «топ-10» развлекательного контента на вьетнамском телевидении в 2020 году места с 1-го по 4-е, а также с 7-го по 9-е заняли корейские сериалы.
Первый корейский сериал, который планировался к показу в Камбодже, был «Зимняя соната», однако, вместо него показали сериал «Полный дом», который запустил интерес к корейским сериалам и развлечениям в стране. После успеха сериала «Полный дом» появилось ещё больше корейских сериалов, озвученных на кхмерском языке. Корейские сериалы стали популярны, особенно среди молодёжи в Камбодже.
В Китае на южнокорейские программы, показываемые на китайских правительственных телевизионных каналах, приходится больше, чем на все другие зарубежные программы в 2006 году. Гонконг имеет свой собственный канал для показа корейских сериалов, TVB J2, но ATV показывает корейские сериалы в прайм-тайм. Сериал «Человек со звезды» получил одобрительные отзывы в Китае. Его просмотрели 40 миллиардов раз на многочисленных китайских видеосайтах. Сериалы также увеличили интерес к Корее, что видно через рост потребления корейских продуктов, таких как чимэк (курица и пиво), и использования корейской косметики в Китае. Из-за успеха корейских сериалов в Китае некоторые из них были соединены в полнометражный фильм (все серии вместе). Также, в связи с огромной популярностью корейских сериалов в стране, дипломатические проблемы между странами могут влиять на их показ. Одним из самых заметных примеров является развёртывание THAAD в Южной Корее, что привело к блокированию корейских сериалов на потоковых сервисах по всему Китаю в конце февраля 2017 года. После блокировки китайские телевизионные передачи, которые показывали китайскую культуру и другой подобный материал, начали заменять корейские программы, которые показывались во время прайм-тайма на телевизионных каналах в стране. В ноябре 2017 года запрет был снят без предупреждения вследствие появления k-pop групп по национальному телевидению, и затем постепенным шагами начал возобновляться импорт корейских сериалов на китайские потоковые сервисы.
Корейские сериалы стали популярны в Индии, особенно, в Северо-Восточной Индии в таких штатах, как Манипур, Ассам, Мегхалая, Сикким, Аруначал-Прадеш, Трипура, и Мизорам и Нагаленд, а также части Восточной Индии и в последнее время — в Тамилнаде. Фильмы и ТВ сериалы на хинди были запрещены в Манипуре в 2000 году, в результате чего вместо них местные телеканалы начали показ корейских сериалов с субтитрами. Много молодых людей в северо-восточной Индии, Западной Бенгалии и Тамилнаду начали имитировать причёски и одежду корейских актёров, и поэтому корейская мода стала очень популярна в регионе. В рамках культурного обмена Индийский общественный телеканал показывал «Император моря». Корейские сериалы выходят в эфир на тамильском языке в Тамилнаде на канале Puthuyugam TV.
В Индонезии корейские сериалы обрели популярность. Популярные корейские сериалы «Зимняя соната» и «Бесконечная любовь (сериал)» показывалась на Surya Citra Media в 2002 году. Также по мотивам некоторых корейских сериалов были созданы индонезийские сериалы, такие как «Demi Cinta» в 2005 году, который был римейком популярного сериала «Осень в моём сердце» и «Cinta Sejati», ремейк «Лестница в небеса». RCTI и Indosiar — примеры индонезийских телевизионных каналов, показывающих корейские сериалы.
Первым корейским сериалом, завоевавшим широкую популярность в Японии, был «Зимняя соната», который транслировался на спутниковом телеканале NHK BS2 корпорации NHK в 2003 году. В том же году программу показывали дважды в связи с высоким спросом среди зрителей. Также NHK провёл концерт классической музыки, на котором корейские музыканты исполняли музыку из сериала «Зимняя соната». Корейские сериалы способствовали развитию туризма между Кореей и Японией, они являются одним из возможных путей улучшения напряжённых отношений между двумя странами из-за того, что сериалы становятся всё более популярны среди японских зрителей. С другой стороны, в сериале «Айрис» было несколько ключевых сцен, снятых в Аките, Япония, что привело к увеличению корейских туристов в этой части Японии.

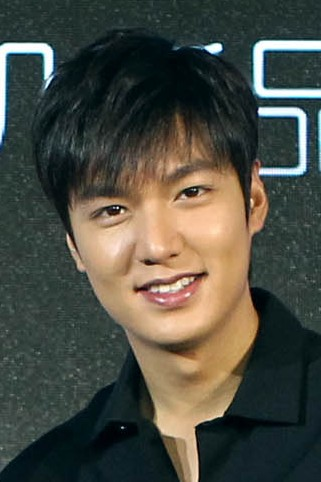
Актёр Ли Мин Хо получил популярность в восточной Азии за такие популярные сериалы, как «Мальчики краше цветов» (2009), «Наследники» (2013) и «Легенда синего моря» (2016), а также несколько других

Популярность корейских сериалов и поп-культуры в Лаосе привела к тому, что много лаосцев путешествует в Южную Корею как туристы. Корейская поп-культура завоевала популярность в Лаосе через тайские телеканалы, которые показывают корейские сериалы и K-pop группы в стране.
В Малайзии показ сериала «Зимняя соната» начался на TV3 в 2003 году, который создал интерес к корейской поп-культуре в стране. «Жемчужина дворца» и «Осень в моём сердце» были также показаны в Малайзии. Популярность корейских сериалов привела к положительному приёму корейских эмигрантов в Малайзии.
В Монголии корейские сериалы стали популярны и транслируются в прайм-тайм. «Жемчужина дворца» добился успеха в стране и был показан пять раз. «Осень в моём сердце», «Зимняя соната» и «Лестница в небеса» были также успешными. Популярность корейских сериалов вылилась в интерес к изучению корейского языка, а также к путешествиям монголов в Южную Корею. Это также привело к увеличению взаимовыгодного сотрудничества между Монголией и Южной Кореей.
В Мьянме корейский сериал «Осень в моём сердце» транслировался в стране в 2001 году, что привело к заинтересованности корейскими развлечениями. Когда сериал «Жемчужина дворца» был в эфире, он вызвал интерес к корейской кухне в стране. Растущая популярность корейских сериалов и музыки в Мьянме привела к тому, что Корейский фонд международного культурного обмена (KOFICE) начал бесплатно распространять корейские сериалы в стране.
Заинтересованность в корейских сериалах в Непале началась, когда «Зимняя соната» показывалась на Kantipur Television Network в середине 2000-х. Это привело к популярности других корейских сериалов таких, как «Мальчики краше цветов», «Осень в моём сердце», «Ты прекрасен!» и «Полный дом», а также нескольких других. Популярность корейской медиапродукции также привела к заинтересованности к изучению корейского языка, что побудило к появлению обучающих уроков по корейскому языку, которые показываются на ABC Television в стране. Корейские сериалы стали популярны среди непальской молодёжи, подростки часто покупают последние вышедшие сериалы. Причёска и мода корейских актёров повлияли чувство моды непальской молодёжи. Под впечатлением от корейского образа жизни и корейской еды в стране начинают создаваться рестораны, подающие корейскую кухню.
Просмотр фильмов или телевизионных сериалов из Южной Кореи является серьёзным преступлением в Северной Корее, карающимся расстрелом, но люди всё равно находят пути, как их приобрести на компакт-дисках и/или DVD.
В Филиппинах сериал «Осень в моём сердце» разжёг интерес к корейским сериалам, когда он был показан на GMA Network в 2003 году. Корейский сериал быстро набрал свои пиковые значения, когда «Любовники в Париже» был показан на ABS-CBN в 2004 году. GMA Network, ABS-CBN и TV5 регулярно показывают корейские сериалы, дублированные на филиппинской языке. Корейские сериалы популярны как внутри страны, так и среди филиппинцев за рубежом.
В Сингапуре Prime 12 (теперь известна как Suria) сначала транслировала корейский сериал «Песочные часы» на еженедельной основе в 1996 году и транслировала «Люди дорог» в 1997 году. Начиная с 2001 года корейские сериалы ежедневно показываются на китайскоязычном канале MediaCorp Channel U. Запуск KBS World, ONE TV ASIA, Oh!K, Channel M и потокового приложения Viu в Сингапуре позволяет зрителям смотреть корейские сериалы с субтитрами через считанные часы после выхода оригинальной телепередачи в Южной Корее.
В Шри-Ланке Independent Television Network показывал сериал «Полный дом» в 2009 году и он оказался популярным. «Жемчужина дворца» транслировался на Rupavahini в 2012 году и был дублирован на сингальском языке под названием Суджата Дияни (සුජාත දියණී), что означает «Безупречная и верная дочь», и получил рейтинг по просмотрам более 90 %. Independent Television Network, Rupavahini, TV Derana, Sirasa TV, Swarnavahini и TV1 показывают корейские сериалы, дублированные на сингальском языке. Потоковый сервис Iflix также показывает много корейских сериалов с английскими и сингальскими субтитрами в стране, некоторые из которых появляются в сервисе через 24 часа после их оригинального корейского показа. Кроме того, популярность корейской поп-культуры в стране привела к более тёплому восприятию корейского народа.
В Республике Китай интерес к корейским сериалам появился, когда «Звезда души моей» вышел в эфир в 1999 году. С тех пор корейские сериалы стали очень популярными и, в соответствии с южнокорейскими данными, 120 корейских сериалов были показаны в Республике Китай в первой половине 2011 года.
Когда сериал «Жемчужина дворца» был в эфире в Таиланде, там начали набирать широкую популярность корейские продукты питания. Из-за одностороннего характера экспорта развлечений в пользу Южной Кореи правительство Таиланда попросило южнокорейские СМИ знакомить читателей с популярными тайскими фильмами. Это привело к подписанию Соглашения о Культурном сотрудничестве между двумя странами в августе 2004 года.

#### США
Кабельные телеканалы, ориентированные на американцев азиатского происхождения, AZN Television и ImaginAsian, показывают корейские сериалы вместе с материалами из Китая, Японии, Индии, Таиланда и других стран Азии. Сериалы были направлены на американцев азиатского происхождения до тех пор, пока каналы, на которых они показывались, не были закрыты в 2008 и 2011 годах соответственно.
В ноябре 2008 года компания Netflix начала предлагать несколько корейских сериалов. В августе 2009 года компания DramaFever начала предлагать сервис бесплатного просмотра потокового видео с субтитрами и с видеорекламой на территории США. На май 2010 корейские сериалы начали транслироваться на канале компании DramaFever на Hulu.
Viki, расположенная в Сингапуре, показывает популярные корейские сериалы по всему миру, включая США, с субтитрами на 70 языках. Компании в Азии также разработали потоковые сервисы, доступные онлайн и в мобильных приложениях, ориентированных на зарубежные азиатские сообщества. «MobiTV», созданный шри-ланкийской компанией «Бхаша», — потоковый сервис и мобильное дополнение, направленное на сообщество в Шри-Ланке и показ корейских сериалов, дублированных на сингальском языке наряду с другими материалами, которые показываются в Шри-Ланке. «Roopa», созданный той же компанией, — это ещё один сервис, который доступен в виде мобильного приложения, также направлен на сообщество Шри-Ланки, он тоже показывает корейские сериалы, дублированные на сингальском языке. Китайская компания PPTV является другим примером, мобильное приложение «PPTV网络电视HD» показывает корейские сериалы, направленные на китайское сообщество наряду с материалом, который в первую очередь доступен на севернокитайском, кантонском языке и корейском языке, но и всё чаще — на английском языке.
Кроме того, корейские сериалы доступны в интернет-магазинах, продающих DVD. Однако, некоторые корейские сериалы не доступны для кодирования в регионе 1 (Северная Америка) и в видеоформате NTSC. Amazon предлагает просмотр «Зимней сонаты» за отдельную плату.
KBFD-DT в Гонолулу, Гавайи транслирует большинство корейских сериалов по своему ежедневному расписанию, а также предлагает продажу программ (сериалов) на своём сайте и по требованию через свой канал K-Life на Oceanic Time Warner Cable. Другой канал в Гонолулу, KFVE, посвящает три часа своего утреннего воскресного расписания корейским сериалам.
KTSF, канал, направленный на американцев азиатского происхождения в Сан-Франциско, Калифорния, показывает корейские сериалы в соответствии со своим расписанием наряду с материалом на стандартном китайском, испанском, корейском, вьетнамском, японском, тайваньском, кантонском языках и хинди.

#### Латинская Америка и арабские страны
Популярность корейских сериалов за пределами Азии в Латинской Америке и арабских странах стала возможной с помощью спутникового телевидения, и интернет-аудиторию является свидетельством того, насколько активно люди хотят получить доступ к этой информации. Южнокорейские мыльные оперы тоже достигают успехов на этих рынках. В странах MENA корейские сериалы транслируется по нескольким каналам, в том числе: MBC 4, MBC Drama, Lana TV, Programme National и A3.

## Рейтинги
Рейтинги предоставляются двумя компаниями в Южной Корее, AGB Nielsen Media Research и TNmS. Media Service Korea была первой и единственной компанией, предоставляющей такую информацию, а потом появилась Nielsen Media Research. В 1999 TNS Media Korea также начала этим заниматься, потом была переименована в TNmS. AGB собирает данные относительно просмотров на основе 2050 семей, TNmS имеет 2000 семей с измерительными устройствами. Рейтинги сериалов между двумя компаниями обычно различаются на 2-3 %.

### Список корейских сериалов с высокими рейтингами на общественных каналах
Список взят из данных AGB Nielsen Media Research, на основе серий с высокими рейтингами с 1992, когда AGB Nielsen вышел на корейский рынок.

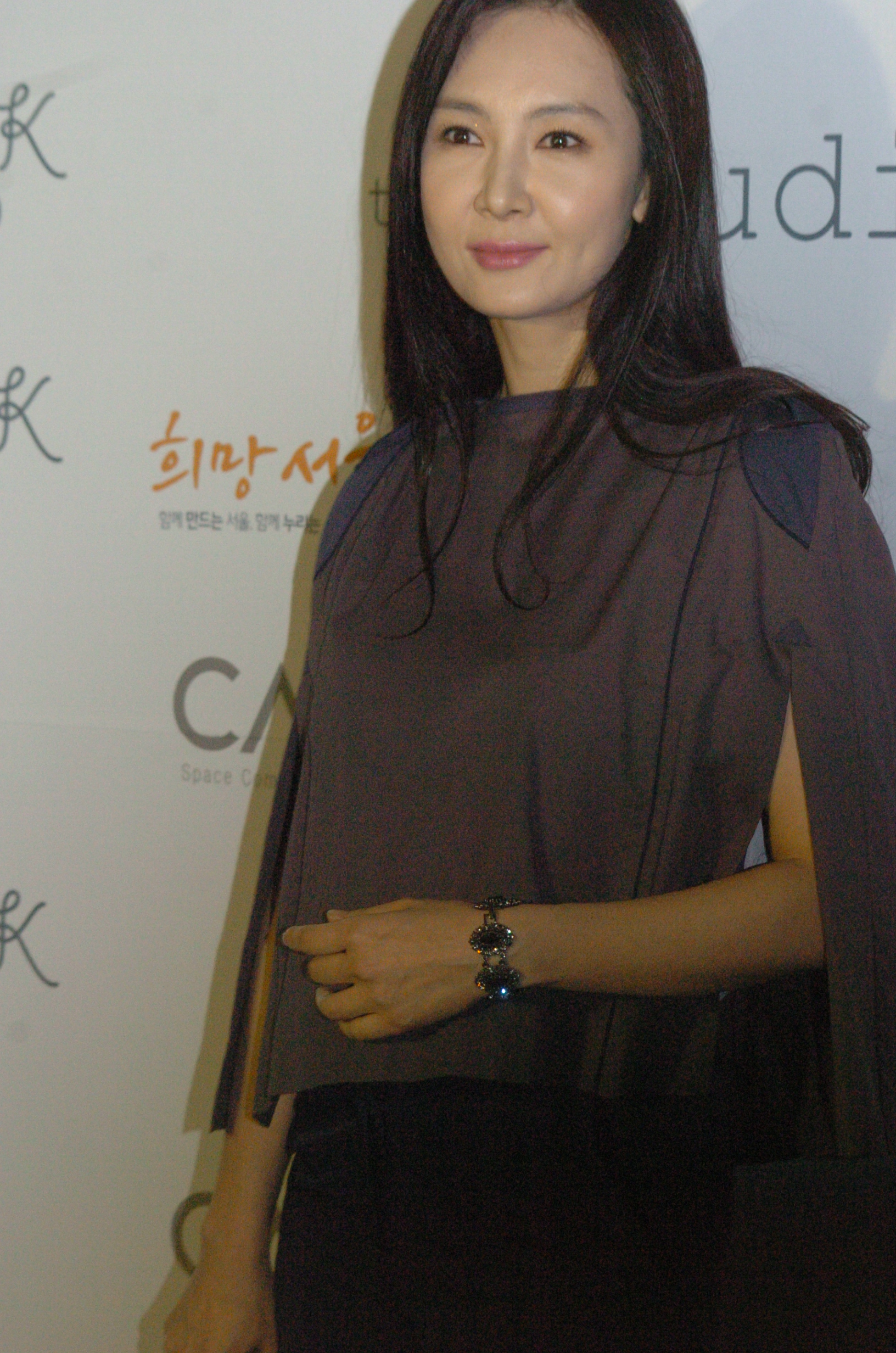
Чхэ Ши Ра, главная актриса в «Глаза утренней зари» (1991)

| №  | Сериал                   | Канал | Наивысший рейтинг по всей стране по AGB Nielsen | Дата выхода последней серии | Прим.   |
| -- | ------------------------ | ----- | ----------------------------------------------- | --------------------------- | ------- |
| 1  | Ты и я                   | MBC   | 66,9 %                                          | 26 апреля 1998              | [ 143 ] |
| 2  | Первая любовь            | KBS2  | 65,8 %                                          | 20 апреля 1997              |         |
| 3  | Что такое любовь?        | MBC   | 64,9 %                                          | 31 мая 1992                 |         |
| 4  | Песочные часы            | SBS   | 64,5 %                                          | 16 февраля 1995             |         |
| 5  | Хо Джун                  | MBC   | 63,5 %                                          | 27 июня 2000                |         |
| 6  | Солнечное место молодёжи | KBS2  | 62,7 %                                          | 12 ноября 1995              |         |
| 7  | Сыновья и дочери         | MBC   | 61,1 %                                          | 9 мая 1993                  |         |
| 8  | Король Тхэджо            | KBS1  | 60,2 %                                          | 24 февраля 2002             |         |
| 9  | Глаза рассвета           | MBC   | 58,4 %                                          | 6 февраля 1992              |         |
| 10 | Тэ Чан Кым               | MBC   | 57,8 %                                          | 23 марта 2004               |         |
| 11 | See and See Again        | MBC   | 57,3 %                                          | 2 апреля 1999               |         |
| 12 | Правда                   | MBC   | 56,5 %                                          | 24 февраля 2000             |         |
| 13 | Любовники в Париже       | SBS   | 56,3 %                                          | 15 августа 2004             |         |
| 14 | Ревность                 | MBC   | 56,1 %                                          | 21 июля 1992                |         |
| 15 | Blowing of the Wind      | KBS2  | 55,8 %                                          | 29 марта 1996               |         |
| 16 | Мужчины из бани          | KBS2  | 53,4 %                                          | 1 сентября 1996             |         |
| 17 | Кухи                     | MBC   | 53,1 %                                          | 16 ноября 1999              |         |
| 17 | Ловушка юности           | SBS   | 53,1 %                                          | 15 апреля 1999              |         |
| 19 | Помидор                  | SBS   | 52,7 %                                          | 10 июня 1999                |         |
| 20 | M                        | MBC   | 52,2 %                                          | 30 августа 1994             |         |
| 21 | Сезоны шторма            | MBC   | 52,1 %                                          | 30 декабря 1993             |         |
| 22 | Джумон                   | MBC   | 51,9 %                                          | 6 марта 2007                |         |
| 23 | Сельский период          | SBS   | 51,8 %                                          | 30 сентября 2003            |         |
| 24 | Море матери              | MBC   | 51,6 %                                          | 26 декабря 1993             |         |
| 25 | Легенда об амбициях      | KBS2  | 50,2 %                                          | 25 октября 1998             |         |
| 26 | Женщины дворца           | SBS   | 49,9 %                                          | 22 июля 2002                |         |
| 27 | Женщиная моего сына      | MBC   | 49,7 %                                          | 13 апреля 1995              |         |
| 28 | Слёзы дракона            | KBS1  | 49,6 %                                          | 31 мая 1998                 |         |
| 29 | Звезда моей души         | MBC   | 49,3 %                                          | 29 апреля 1997              |         |
| 29 | Хлеб, любовь и мечты     | KBS2  | 49,3 %                                          | 16 сентября 2010            |         |
| 31 | Меня зовут Ким Сам Сун   | MBC   | 49,1 %                                          | 21 июля 2005                |         |
| 32 | Амбиции                  | MBC   | 49,0 %                                          | 13 октября 1994             |         |
| 33 | Сеульская луна           | MBC   | 48,7 %                                          | 16 октября 1994             |         |
| 34 | Последний матч           | MBC   | 48,6 %                                          | 22 февраля 1994             |         |
| 34 | Мои идеальные сыновья    | KBS2  | 48,6 %                                          | 11 октября 2009             |         |
| 36 | Всё о Еве                | MBC   | 48,3 %                                          | 6 июля 2000                 |         |
| 36 | Беспокойная семейка Ван  | KBS2  | 48,3 %                                          | 9 февраля 2014              |         |
| 38 | Как там твой муж?        | SBS   | 48,2 %                                          | 19 октября 1993             |         |
| 39 | Золушка                  | MBC   | 48,0 %                                          | 13 июля 1997                |         |
| 40 | Мисс Русалка             | MBC   | 47,9 %                                          | 27 июня 2003                |         |
| 41 | Ва-Банк                  | SBS   | 47,7 %                                          | 3 апреля 2003               |         |
| 42 | Моя дочь, Соён           | KBS2  | 47.6 %                                          | 3 марта 2013                |         |
| 43 | Until We Can Love        | KBS2  | 47,1 %                                          | 28 февраля 1997             |         |
| 43 | Великолепное наследие    | SBS   | 47,1 %                                          | 26 июля 2009                |         |
| 45 | Моя цветущая жизнь       | KBS2  | 47,0 %                                          | 10 ноября 2005              |         |
| 46 | Пилот                    | MBC   | 46,2 %                                          | 2 ноября 1993               |         |
| 47 | Осень в моём сердце      | KBS2  | 46.1 %                                          | 7 ноября 2000               |         |
| 48 | Дочери из богатой семьи  | KBS2  | 45,9 %                                          | 30 апреля 1995              |         |
| 49 | Семейка моего мужа       | KBS2  | 45,3 %                                          | 9 сентября 2012             |         |
| 50 | Знаменитые принцессы     | KBS2  | 44,4 %                                          | 31 декабря 2006             |         |

### Список корейских сериалов с высокими рейтингами на кабельном телевидении
Драмы ниже показываются на кабельных каналах/платном ТВ, которое, обычно, имеет относительно малую аудиторию зрителей по сравнению с бесплатным для просмотра ТВ/общественными телеканалами: (KBS, SBS, MBC и EBS).
| №  | Сериал                                 | Канал     | Наивысший рейтинг по всей стране по AGB Nielsen | Дата выхода последней серии | Прим.           |
| -- | -------------------------------------- | --------- | ----------------------------------------------- | --------------------------- | --------------- |
| 1  | Мир женатой пары                       | JTBC      | 28,371 %                                        | 16 мая 2020                 | [ 145 ]         |
| 2  | Небесный замок                         | JTBC      | 23,779 %                                        | 1 февраля 2019              | [ 146 ]         |
| 3  | Аварийная посадка любви                | tvN       | 21,683 %                                        | 16 февраля 2020             | [ 147 ]         |
| 4  | Ответ в 1988                           | tvN       | 18,803 %                                        | 16 января 2016              | [ 148 ] [ 149 ] |
| 5  | Гоблин                                 | tvN       | 18,680 %                                        | 21 января 2017              | [ 150 ]         |
| 6  | Мистер Саншайн                         | tvN       | 18,129 %                                        | 30 сентября 2018            | [ 151 ]         |
| 7  | Королева Чорин                         | tvN       | 17,371 %                                        | 14 февраля 2021             | [ 152 ]         |
| 8  | Итхэвон класс                          | JTBC      | 16,548 %                                        | 21 марта 2020               | [ 153 ]         |
| 9  | Муж на сто дней                        | tvN       | 14,412 %                                        | 30 октября 2018             | [ 154 ]         |
| 10 | Мудрая жизнь в больнице                | tvN       | 14,142 %                                        | 28 мая 2020                 | [ 154 ]         |
| 11 | Сигнал                                 | tvN       | 12,544 %                                        | 12 марта 2016               | [ 155 ]         |
| 12 | Достойная женщина                      | JTBC      | 12,065 %                                        | 19 августа 2017             | [ 156 ] [ 157 ] |
| 13 | Отель дель Луна                        | tvN       | 12,001 %                                        | 1 сентября 2019             | [ 158 ]         |
| 14 | Вернуться в 1994                       | tvN       | 11,509 %                                        | 28 декабря 2013             | [ 159 ]         |
| 15 | Мудрая жизнь в тюрьме                  | tvN       | 11,195 %                                        | 18 января 2018              | [ 160 ]         |
| 16 | Чудесный слух                          | OCN       | 10,999 %                                        | 24 января 2021              | [ 161 ]         |
| 17 | Коронованный шут                       | tvN       | 10,851 %                                        | 4 марта 2019                | [ 162 ]         |
| 18 | Большие хлопоты или Не в детях счастье | JTBC      | 10,715 %                                        | 17 марта 2013               | [ 163 ] [ 164 ] |
| 19 | Бойфренд                               | tvN       | 10,329 %                                        | 24 января 2019              | [ 165 ]         |
| 20 | Воспоминания об Альгамбре              | tvN       | 10,025 %                                        | 20 января 2019              | [ 166 ]         |
| 21 | Другая О Хэён                          | tvN       | 9,991 %                                         | 28 июня 2016                | [ 167 ]         |
| 22 | Свет в твоих глазах                    | JTBC      | 9,731 %                                         | 19 марта 2019               | [ 168 ]         |
| 23 | Силачка До Бонсун                      | JTBC      | 9,668 %                                         | 15 апреля 2017              | [ 169 ]         |
| 24 | Лирика брака и музыка развода          |           | 9,656 %                                         |                             |                 |
| 25 | Таинственный лес 2                     | tvN       | 9,408 %                                         | 4 октября 2020              | [ 170 ]         |
| 26 | Беззаконный адвокат                    | tvN       | 8,937 %                                         | 1 июля 2018                 | [ 171 ]         |
| 27 | Записки юности                         | tvN       | 8,740 %                                         | 27 октября 2020             | [ 172 ]         |
| 28 | Что случилось с секретарём Ким         | tvN       | 8,665 %                                         | 26 июля 2018                | [ 173 ]         |
| 29 | Изящная семья                          | MBN       | 8,478 %                                         | 17 октября 2019             | [ 174 ]         |
| 30 | Загадка                                | JTBC      | 8,452 %                                         | 24 марта 2018               | [ 175 ]         |
| 31 | Неудавшаяся жизнь                      | tvN       | 8,240 %                                         | 20 декабря 2014             | [ 176 ]         |
| 32 | Жена, которую я знаю                   | tvN       | 8,210 %                                         | 20 сентября 2018            | [ 177 ]         |
| 33 | Ложь лжи                               | Channel A | 8,203 %                                         | 24 октября 2020             | [ 178 ]         |
| 34 | Дорогие мои друзья                     | tvN       | 8,087 %                                         | 2 июля 2016                 | [ 179 ]         |
| 35 | Живой                                  | tvN       | 7,730 %                                         | 6 мая 2018                  | [ 180 ]         |
| 36 | Хроники Асдаля                         | tvN       | 7,705 %                                         | 22 сентября 2019            | [ 181 ]         |
| 37 | Образцовый детектив                    | JTBC      | 7,609 %                                         | 25 августа 2020             | [ 182 ]         |
| 38 | Мой аджосси                            | tvN       | 7,352 %                                         | 17 мая 2018                 | [ 183 ]         |
| 39 | Псих, но всё в порядке                 | tvN       | 7,348 %                                         | 9 августа 2020              | [ 184 ]         |
| 40 | Мой призрак                            | tvN       | 7,337 %                                         | 22 августа 2015             | [ 185 ]         |
| 41 | Красивая нуна, что покупает мне еду    | JTBC      | 7,281 %                                         | 19 мая 2018                 | [ 186 ]         |
| 42 | Снова двадцать                         | tvN       | 7,233 %                                         | 17 октября 2015             | [ 187 ]         |
| 43 | Сыр в мышеловке                        | tvN       | 7,102 %                                         | 1 марта 2016                | [ 188 ]         |
| 44 | Голос 2                                | OCN       | 7,086 %                                         | 16 сентября 2018            | [ 189 ]         |
| 45 | Корейская Одиссея                      | tvN       | 6,942 %                                         | 4 марта 2018                | [ 190 ]         |
| 46 | Достоин своего имени                   | tvN       | 6,907 %                                         | 1 октября 2017              | [ 191 ]         |
| 47 | Проклятые                              | tvN       | 6,721 %                                         | 17 марта 2020               | [ 192 ]         |
| 48 | Романтическое приложение               | tvN       | 6,651 %                                         | 17 марта 2019               | [ 193 ]         |
| 49 | К2 - Телохранитель                     | tvN       | 6,636 %                                         | 12 ноября 2016              | [ 194 ]         |
| 50 | Наблюдатель                            | OCN       | 6,585 %                                         | 25 августа 2019             |                 |